# Al șaselea raport de evaluare al IPCC
Al șaselea Raport de Evaluare (AR6) al IPCC al ONU este al șaselea dintr-o serie de rapoarte ale IPCC, care evaluează informațiile științifice disponibile despre schimbările climatice. Trei grupuri de lucru (WGI, II și III) au acoperit următoarele subiecte: baza științei fizice (WGI), impact, adaptare și vulnerabilitate (WGII), respectiv combaterea schimbărilor climatice (WGIII). Dintre acestea, primul studiu a fost publicat în 2021, al doilea raport în februarie 2022 și al treilea în aprilie 2022. Raportul final de sinteză a fost publicat în martie 2023. Acesta include un rezumat pentru factorii de decizie și a stat la baza Conferinței ONU privind Schimbările Climatice din 2023⁠(d) (COP28) din Dubai.
Primul dintre cele trei grupuri de lucru și-a publicat raportul la 9 august 2021: Climate Change 2021: The Physical Science Basis. La acest prim raport al grupului de lucru (WGI) au contribuit 234 de oameni de știință din 66 de țări. Autorii au publicat peste 14 000 de articole științifice, sintetizate în cele 3949 de pagini ale raportului, care a fost aprobat de 195 de guverne. Pentru factorii de decizie a fost întocmit un rezumat de către oamenii de știință, care în cele cinci zile care au precedat data de 6 august 2021 a fost aprobat linie cu linie de către cele 195 de guverne membre ale IPCC.
În raport există linii directoare atât pentru răspunsuri pe termen scurt, cât și pe termen lung. Conform raportului, principala sursă a creșterii încălzirii globale se datorează creșterii emisiilor de CO2, afirmând că este probabil sau foarte probabil să depășească 1,5 °C în scenarii cu emisii mai mari. Conform raportului, este posibil să se evite încălzirea cu 1,5 °C sau cu 2,0 °C numai dacă se fac reduceri masive și imediate ale emisiilor de gaze cu efect de seră. The Guardian a descris raportul drept „cel mai grav avertisment de până acum” cu privire la „schimbări climatice majore, inevitabile și ireversibile”, o temă reluată de multe ziare precum și lideri politici și activiști din întreaga lume.